# 少突先驅膠質細胞
少突先驅膠質細胞（英語：Oligodendrocyte progenitor cell，缩写OPC）為神經系統中少突膠質細胞的先驅，也可能可以分化產生神經元或星形膠質細胞。少突膠質細胞主要的功能是為軸突提供物理性支持並形成髓鞘以將軸突絕緣，提高訊息傳遞的效率。髓鞘質的組成為80%的脂質及20%的蛋白質，可以加快動作電位在軸突中的傳遞速度。與周圍神經系統的許旺細胞不同，少突膠質細胞可同時分別形成包複多個神經元的髓鞘。少突膠質細胞的每個凸出部分會重複包裹在一個軸突的一節段上，重複多次後最後形成該軸突上的髓鞘之一節。